# Duguetia dicholepidota
Duguetia dicholepidota Mart. – gatunek rośliny z rodziny flaszowcowatych (Annonaceae Juss.). Występuje endemicznie w Brazylii – w stanie Bahia. 

## Morfologia
PokrójZimozielony krzew dorastający do 2–3 m wysokości.
LiścieMają eliptyczny lub owalny kształt. Mierzą 7–10 cm długości oraz 3–5 cm szerokości. Blaszka liściowa jest całobrzega o tępym wierzchołku.
KwiatySą pojedyncze, rozwijają się w kątach pędów. Płatków jest 6, mają zielonożółtawą barwę. Kwiaty mają 80 słupków.
OwoceMają kulisty kształt. Osiągają 30 mm średnicy.

## Biologia i ekologia
Rośnie w lasach. Występuje na wysokości od 500 do 700 m n.p.m.